# 寶可夢 金／銀
《寶可夢 金／銀》是《寶可夢》系列第二世代的Game Boy Color遊戲，由GAME FREAK開發並由任天堂發行。本作最早於1999年11月在日本上市，並於2000年10月推出北美版。而本作的續作《寶可夢 水晶》於2000年12月在日本上市，並於2001年7月推出北美版。2009年，以任天堂DS為平台的重製版《寶可夢 心金／魂銀》發售。
遊戲新增了100種新的寶可夢，玩家可以在城都地區冒險，並於遊戲過程中發現並捕捉這些寶可夢，用它們進行寶可夢戰鬥。這兩款遊戲有著類似的情節，但彼此獨立、可以單獨遊玩，也可以用連接線互相通訊，以完成蒐齊寶可夢圖鑑的遊戲目標。
《寶可夢 金／銀》在發售後受到極大的讚譽，它們被許多人評為是整個系列中的最高傑作，以及第五世代遊戲裡最重要的作品。它的巨大成功讓它足以和前作《寶可夢 紅／綠》匹配，並延續整個系列繼續繁盛。至2010年，《金／銀》的總銷售量為2300萬份。

## 遊戲機制
如同主系列所有遊戲一樣，《寶可夢 金／銀》也採用第三人稱鳥瞰視角，與地圖、戰鬥畫面與目錄選單三項主要畫面，其中玩家可在目錄選單中調整隊伍的安排、查看背包中的道具、改變遊戲設定、查看寶可夢圖鑑或存檔。在遊戲剛開始時，玩家會獲得一隻寶可夢，之後可以在草原、洞穴、海洋等各種地方發現更多的寶可夢。玩家可使用自己的寶可夢與其他寶可夢對戰，當玩家隨機遭遇到野生的寶可夢，或與遊戲中的非玩家角色（NPC）展開戰鬥時，螢幕就會跳轉至回合制的戰鬥畫面並讓寶可夢進行戰鬥。
遊戲有兩個主要目標，其一是遊玩主要情節，擊敗道館館主、四天王和冠軍，其二是蒐齊251個寶可夢，完成寶可夢圖鑑。

### 新要素
《寶可夢 金／銀》裡延續了《寶可夢 紅／綠》裡捕捉、戰鬥和進化等基本的機制，並增添了幾個新功能。引入時間系統並使用實時內部時鐘，讓遊戲內的星期和鐘點與現實世界一致。與此相關，部份寶可夢只會在特定時間出現。增加了寶可夢可以攜帶道具的機制。新增一類名為「樹果」的道具，它們可以被寶可夢食用並發揮各種效果。新增了多種不同的精靈球，以便玩家能更輕鬆地捕獲某些種類的寶可夢。名為寶可夢齒輪的新道具內含地圖、收音機、行動電話等功能，玩家可以用行動電話呼叫曾經對戰過的訓練家，與他們相約再戰。有些訓練家也會主動通知主角某地區出現稀有的寶可夢。
遊戲新增了雷公、炎帝和水君這三種新類型的傳說中寶可夢。遇到這些寶可夢後，它們必定會試圖逃離，而它們的HP也會保留。玩家可以追蹤它們，並在一次次的逃離前削弱它們、最終得以將之捕捉。增加兩種新的寶可夢屬性：鋼屬性和惡屬性。鋼屬性的寶可夢有非常高的防禦能力，而惡屬性的寶可夢則克制原本弱點很少的超能力屬性。由於《金／銀》裡引入了新技能，因此若要將《金／銀》的寶可夢送回《紅／綠》，就必須透過特定的NPC將該技能消除。除此之外，將寶可夢的「特殊」能力值分拆為「特攻」和「特防」，這影響了寶可夢的整體能力和戰鬥表現。
隨著寶可夢培育的機制出現，每個寶可夢被分配到一至兩個「蛋群」裡，當同樣蛋群且不同性別寶可夢被送進飼育屋後，它們可能會產出一顆蛋，蛋會孵化成寶可夢。這個寶可夢會繼承母方的能力值，並繼承父方的招式。不過傳說中的寶可夢和一部份蛋群的寶可夢無法繁殖。

## 遊戲情節

### 設定

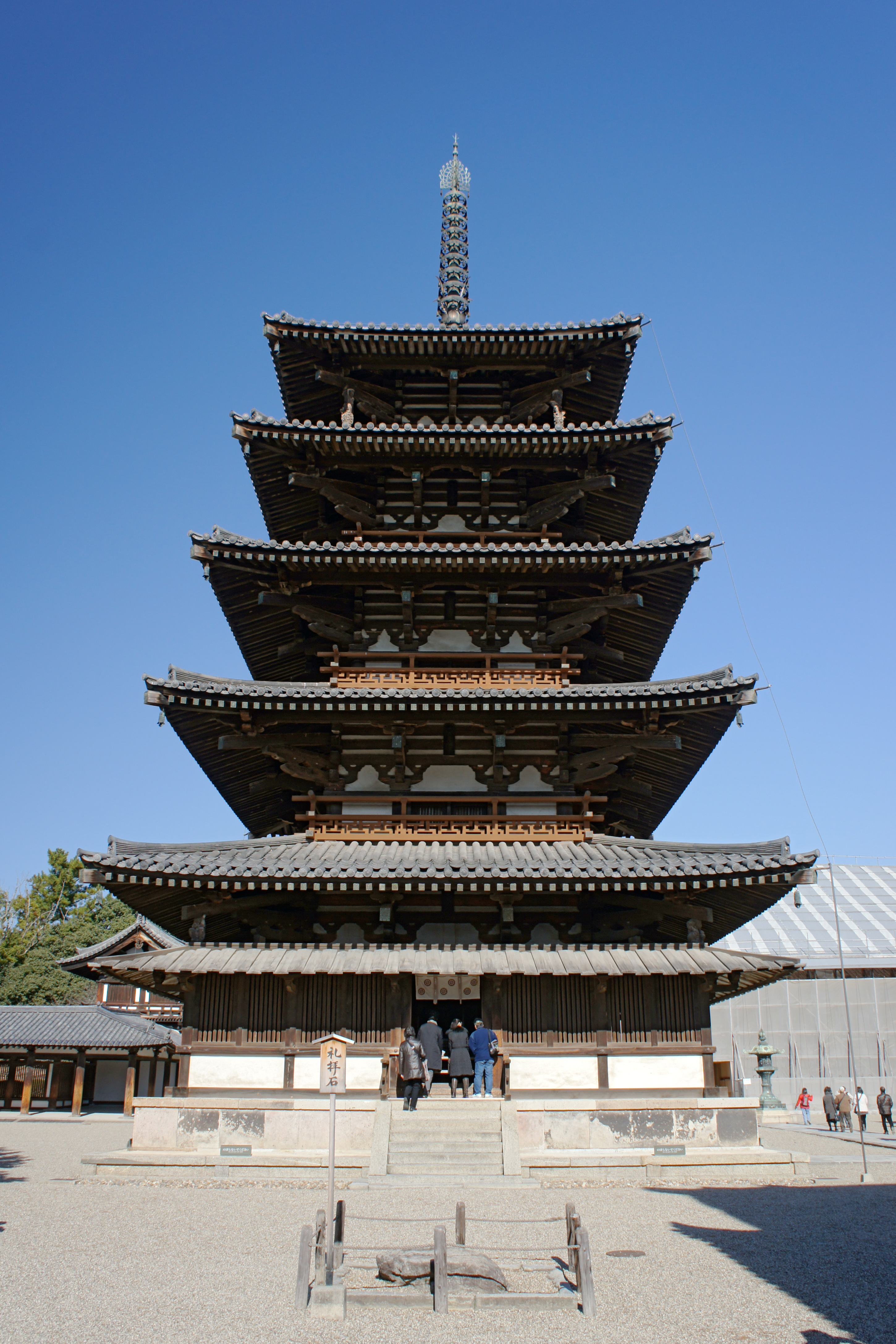
日本關西地區的傳統建築啟發了城都地區的風格與設計。圖為奈良縣法隆寺。

《寶可夢 金／銀》的故事背景在城都地區，設計靈感來自於日本的關西，關西的寺廟與日本傳統建築融入了《金／銀》的背景裡。

### 劇情
如同所有主系列遊戲，玩者角色與該地區的寶可夢博士相會，並收到了三個初學者寶可夢：菊草葉、火球鼠、小鋸鱷中的其中一種，在選擇後、玩家開始他的冒險之旅。旅途中、主角擊敗八的道館館主並取得徽章，最終挑戰四天王和冠軍，最後成為寶可夢大師。扮演反派的是個神祕的男孩，他從博士那裡竊取另一個初學者寶可夢，該寶可夢在屬性上必定克制主角所選擇的。玩家在旅程中會與他多次交戰。此外、玩家也會遇到邪惡組織火箭隊，他們企圖尋找以前的首領阪木老大，並讓火箭隊再次偉大昌隆。在玩家擊敗火箭隊、四天王和冠軍後，玩家可以到《紅／綠》的舞臺關都地區冒險，並挑戰該地區的八個道館。由於《金／銀》的時間點是在《紅／綠》的三年後，因此關都地區或多或少有些改變。在擊敗了當地的道館後，玩家可以進入白銀山，在山頂遇見《紅／綠》的主角赤紅，並展開遊戲中最艱難的一場對決。

## 開發
《金／銀》在1997年日本任天堂舉辦的Nintendo Space World中首次亮相，並成為該展覽中的焦點。他們宣布，這個新作品並不是像《皮卡丘》之於《紅／綠》一樣的小改動，而是將會有新的世界、新的劇情和新的寶可夢。《金／銀》的平台是Game Boy Color，因此寶可夢的色彩更加豐富，還添加了內部時鐘、孵育系統、與前代作品通訊等要素。
在ABC新聞的採訪中，Creatures的首席執行長石原恆和透露了遊戲開發過程中，為了創造新寶可夢而進行腦力激盪的過程。他陳述：「每個寶可夢的想法都是來自於GAME FREAK程式設計師的想像，他們的童年經驗讓他們產生了這些靈感，包括閱讀漫畫、捕捉昆蟲和恐怖的經驗，這些童年的回憶都是寶可夢的靈感來源」。《金／銀》裡有一個特別的寶可夢「時拉比」，像《紅／綠》的夢幻一樣，《金／銀》裡的時拉比無法以正常管道取得，只能透過參加任天堂的活動獲得，首次活動是在2000年時舉辦的Nintendo Space World活動，其中10萬名參加者能獲得稀有的寶可夢。

## 反響
| 汇总媒体     | 得分      |
| ------------ | --------- |
| GameRankings | 89%（金） |

| 媒体       | 得分         |
| ---------- | ------------ |
| GameSpot   | 8.8/10（金） |
| IGN        | 10/10（金）  |
| 任天堂力量 | 8.7/10（金） |
| Fami通     | 33/40        |

### 銷售
《金／銀》延續了《紅／綠》的巨大成功，讓寶可夢系列得以成為產值數十億美元的專利系列。至2000年4月為止，兩款遊戲在日本的銷售量合計為650萬份，《銀》的銷售量比《金》高出約10萬份。在美國發售日後的一個星期內，《金／銀》讓前作《皮卡丘》創下的60萬份紀錄黯然失色，創下140萬份的佳績，成為當時有史以來銷得最快的遊戲。這項商業性的成功是可預期的，負責行銷與販售執行副總裁 Peter Main表示：「孩子們很喜歡寶可夢，這點無庸置疑。寶可夢在未來肯定會在所有的可攜式遊戲平台上繼續暢銷。我們預計這兩款遊戲的銷售量不用花半年會超過一千萬套」。
至2010年為止，《金／銀》的銷售量為2300萬套，使本作成為最暢銷的Game Boy Color專用遊戲。

### 評價
多數評論家對這款遊戲都給與讚譽。許多人讚揚遊戲的長度和新功能讓它的有趣程度不下先前的作品。IGN的Craig Harris給了該作品滿分的成績，評道：「與前作一樣令人驚艷，《金／銀》還增加了各種各樣的新功能和巧思，遊戲內的傑出設計更比比皆是，難以道盡」。GameSpot的Frank Povo稱讚了創新的時鐘功能，並表示：「《金／銀》的時間系統乍看之下像是個小花招，但卻衍伸了很多的遊戲性」，Frank Povo給遊戲8.8分，評價為「優秀」。《任天堂力量》則將《金／銀》列為Game Boy／Game Boy Color史上第六佳的遊戲，並讚揚它的新寶可夢、新功能與全彩。
整體而言，《金／銀》被大量的玩家認為是優異的續作。Harris表示：「將《金／銀》玩了十多個小時之後，我絞盡腦汁也想不到這款遊戲有一絲缺點，任天堂和GAME FREAK在原本的遊戲基礎上創建了更長、更大、更有挑戰性也更有趣的續作，這也是為什麼該系列能在進入21世紀後持續受到好評。」

## 相關作品

### 寶可夢 水晶
於2000年12月14日在日本發售，為本作的強化版本。新增了水君相關的劇情與部分新要素。

### 寶可夢 心金／魂銀
於2009年9月12日於日本發售於任天堂DS平台，為本作的重製版本。